# Jüdischer Friedhof (Rückingen)
Der Jüdische Friedhof Rückingen war der Friedhof für die Einwohner jüdischen Glaubens in Rückingen, das heute zu Erlensee im Main-Kinzig-Kreis (Hessen) gehört.

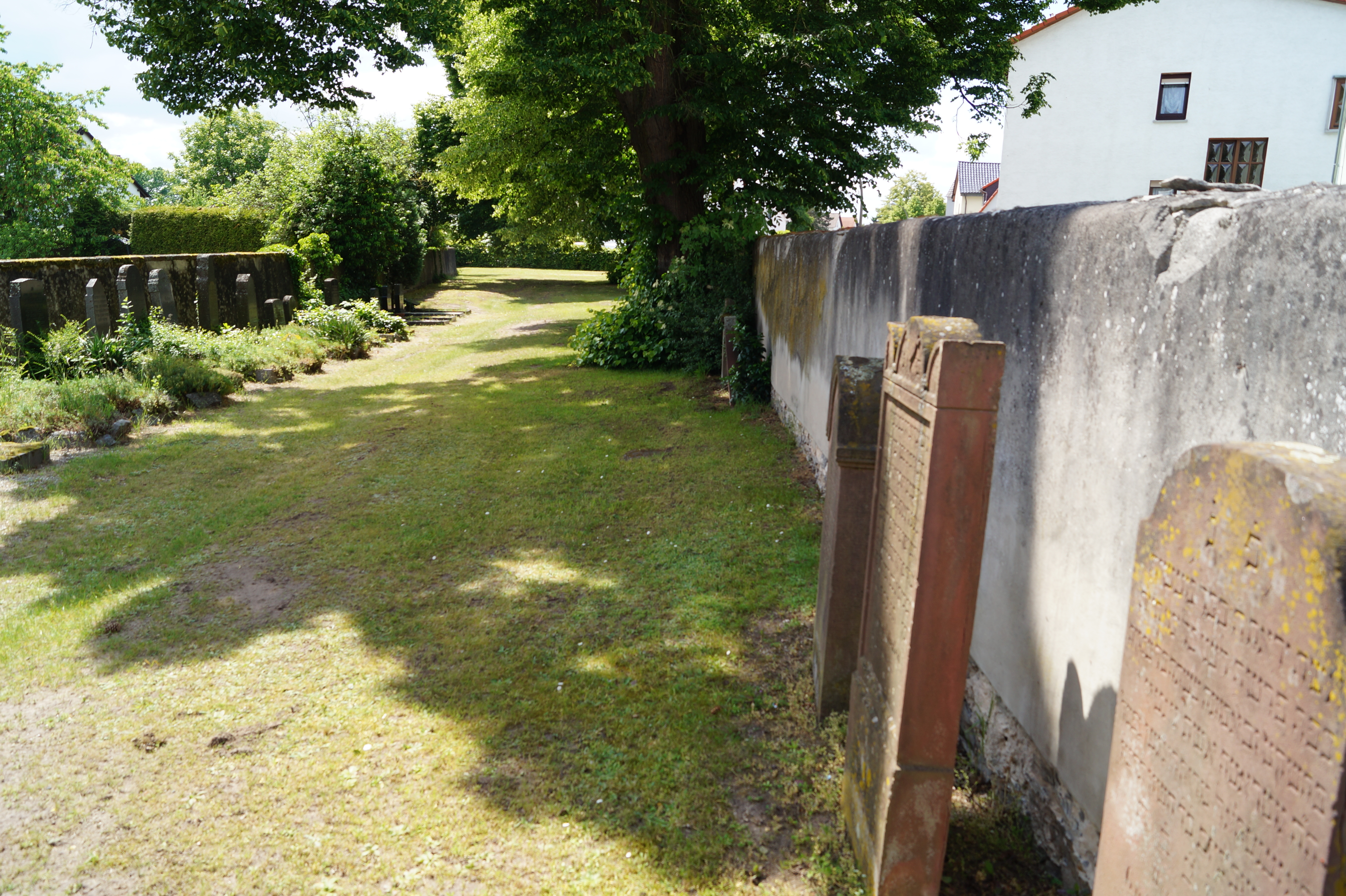
Ansicht von Osten (2014)

## Lage

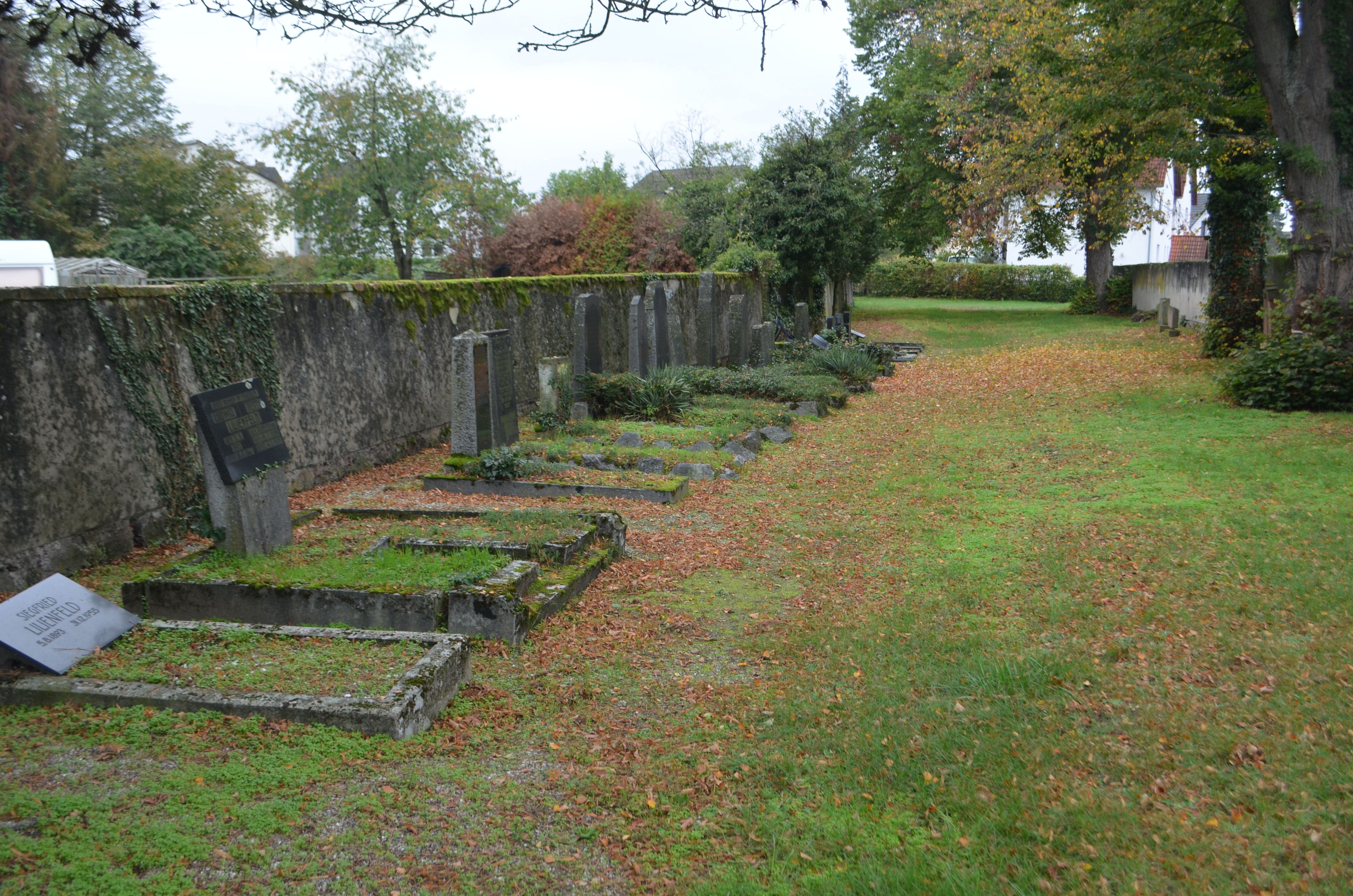
Jüdischer Friedhof Rückingen (2019)

Der jüdische Friedhof befindet sich westlich des Rückinger Ortskerns an der Ecke Römerstraße/Jakobstraße und unweit des christlichen Friedhofs.

## Geschichte
Wann der Friedhof errichtet wurde, ist nicht gesichert. Seit dem 18. Jahrhundert sind jüdische Bürger in Rückingen nachgewiesen. Die Isenburg-Birsteinische Regierung wünschte nur sechs bis acht Familien von Schutzjuden. Andere Quellen nennen das 16. und das 19. Jahrhundert für die Anlage des Friedhofs. Er wurde zeitweise auch von der Gemeinde in Langendiebach genutzt.
Der Friedhof wurde 1932 mit der Beschädigung einiger Grabsteine erstmals geschändet. Nach 1945 fanden noch wenige Beisetzungen durch die Familien Felczer und Lilienfeld statt.

## Anlage
Der Friedhof weist bei einer Größe von 800 m² etwa 25 Gräber auf. Er ist von einer teilweise verputzten Bruchsteinmauer umgeben. Ein Schlüssel zum Friedhof ist bei der städtischen Friedhofsverwaltung erhältlich.